# 长沟河镇
长沟河镇，是中华人民共和国陕西省汉中市勉县下辖的一个乡镇级行政单位。

## 行政区划
长沟河镇下辖以下地区：
汪家河村、庙坪村、两河口村、转咀子村、菜马河村、火神庙村、长沟河村和白云寺村。